# Sully Prudhomme
René Armand François Prudhomme (n. 16 martie 1839, Paris –  d. 6 septembrie 1907, Châtenay-Malabry), (Sully Prudhomme), a fost primul laureat al  Premiului Nobel pentru Literatură la 10 decembrie 1901.

## Motivația Juriului Nobel
"...ca o recunoaștere specială a artei lui poetice, vădind un înalt idealism, perfecțiune artistică și o rară îmbinare între calitățile inimii și cele ale intelectului" .

## Viața
S-a născut la Paris. Încă din adolescență era pasionat de științele exacte.După un stagiu în administrația uzinei metalurgice de la  Creusot și un început de studii de drept, se consacră literaturii, beneficiind de o moștenire care îi asigură independența materială.  
În cadrul societății literare "Conférence de La Bruyère" își citește primele versuri. Îi cunoaște pe Leconte de Lisle și pe José Maria de Heredia.În anul 1865 publică volumul de versuri de factură parnasiană Stances et poèmes. În volumele următoare Les solitudes și Les Vaines Tendresses, se manifestă un lirism personal oarecum surprinzător la un poet etichetat ca "parnasian". Evoluează către o poezie filosofico-didactică (La Justice,Le Bonheur), caracterizată de Ferdinand  Brunetière ca  o "încercare laborioasă și oarecum sterilă de a rezuma în versuri Critica rațiunii pure". În Le Zénith, preocupările lui Sully Prudhomme (care sunt și cele ale epocii sale) de a uni știința cu poezia în numele progresului devin și mai evidente. Virtuoz al sonetului, al formelor de versificație dificile, poetul practică tot mai mult o poezie persuasivă, în care "pledează" pentru idealul său scientist. 
În 1881 este ales membru al Academiei franceze.
Sully Prudhomme este înmormântat la cimitirul Père Lachaise din  Paris.

## Opera

### Poezie
- Stances et poèmes (Stanțe și poeme), 1865
- Les épreuves 1866
- Les solitudes (Singurătațile), 1869
- La France, 1874
- Les Vaines Tendresses (Zădărniciile iubirii), 1875
- Le Zénith (Zenitul), 1876
- La Justice (Dreptatea), 1878
- Le Bonheur (Fericirea), 1888

### Proză
- Que sais-je? (filosofie), 1896
- Testament poétique (Testament poetic),  1901
- La Vraie religion selon Pascal (Adevărata religie după Pascal), 1905